# Emozione senza fine
Emozione senza fine è un singolo del cantautore italiano Gigi D'Alessio, pubblicato il 13 ottobre 2017 dalla Sony Music.

## Tracce
1. Emozione senza fine – 4:00